# Maurício Ramos
Maurício Donizete Ramos Júnior, noto più semplicemente come  Maurício Ramos (Piracicaba, 10 aprile 1985), è un ex calciatore brasiliano, di ruolo difensore.

## Palmarès

### Competizioni statali
- Campionato Paranaense: 1

Coritiba: 2008

### Competizioni nazionali
- Coppa del Brasile: 1

Palmeiras: 2012